# Pheidole obtusopilosa
Pheidole obtusopilosa är en myrart som beskrevs av Mayr 1887. Pheidole obtusopilosa ingår i släktet Pheidole och familjen myror.

## Underarter
Arten delas in i följande underarter:
- P. o. heterothrix
- P. o. obtusopilosa